# 三十小时制
三十小时制（日语：／ sanjyū jikan sei */?）是一种延長24小時制之时刻表記法，将24小時制的0點到6點標記為深夜24點到30點，以抵消日期進位，因为夜生活者不習慣在夜半換日期。
又用于廣泛地稱呼所有延長至翌日的時間制，如28小時制、36小時制等。

## 表示方法
到次日零点子夜之后，日期保持，小时部分以24为基础继续增加。例如，「12月15日 23:59」下1分钟是「12月15日 24:00」，再过一个小时，是「12月15日 25:00」。在「12月15日 29:00」的一小时后，变成「12月16日 6:00」，即日界為上午6時。接下来从6点到24点之间又和24小时制的表示方法一致。
另外，在表示结束时刻时，可以是「6:00」或「30:00」。比如在前述例子中，不写成「12月16日 6:00」，而写成「12月15日 30:00」。类似地，在日本的铁道时间表上，虽然采用的是24小时制，但在表示结束时刻时，子夜0时可写为「24:00」。
以下是24小时制和30小时制的对比。
| 24小时制    | 30小时制                      | 上午6时后经过时间 |
| ----------- | ----------------------------- | ----------------- |
| 12/15 06:00 | 12/15 06:00 12/14 30:00（＊） | 0小时             |
| 12/15 09:00 | 12/15 09:00                   | 3小时             |
| 12/15 12:00 | 12/15 12:00                   | 6小时             |
| 12/15 15:00 | 12/15 15:00                   | 9小时             |
| 12/15 18:00 | 12/15 18:00                   | 12小时            |
| 12/15 21:00 | 12/15 21:00                   | 15小时            |
| 12/15 22:00 | 12/15 22:00                   | 16小时            |
| 12/15 23:00 | 12/15 23:00                   | 17小时            |
| 12/16 00:00 | 12/15 24:00                   | 18小时            |
| 12/16 01:00 | 12/15 25:00                   | 19小时            |
| 12/16 02:00 | 12/15 26:00                   | 20小时            |
| 12/16 03:00 | 12/15 27:00                   | 21小时            |
| 12/16 04:00 | 12/15 28:00                   | 22小时            |
| 12/16 05:00 | 12/15 29:00                   | 23小时            |
| 12/16 05:59 | 12/15 29:59                   | 23小时59分        |

＊：在表示结束时刻时使用

## 使用范围
此种時間表示方法一般出现在日本，例如在广播业、天文学、深夜营业的店铺等有时会采用。
在日本广播业，某些电视机的时间显示会采取这种形式；在電台與電視台的時間計算上（例如節目表），也廣泛採用三十小時制之表示方式，例如標示翌日上午1時整為今日深夜「25:00」、上午2時整標示為「26:00」等。
东京证券交易所的金融衍生品交易记时采用30小时制。
在天文学界也有用三十小时制的情况。例如，在日本國立天文台工作的天文学家采用三十小时制。国立天文台和昴星团望远镜所在的美國夏威夷州之间存在时差，采用三十小时制有利于避免交流错误。例如，在夏威夷进行21时至次日6时的观测，在时差有19小时的日本，就是次日16时到次日的次日1时。如果用30小时制，夏威夷是21时至30时，在日本则是次日16时到次日25时。在观测中发生日期变化时，采用30小时制比采用24小时制计算更为轻松，所以有利于避免交流中出错。
在台灣，一些跨子夜營業的單位，在內部時間管理使用了類似時制，如台北捷運。
中国大陆铁路曾经有很长时间将18时作为一个运输日的开始，这种计时方式与30小时制很相似，只是一日开始时间是提前6小时而非延后6小时，主要原因在于普通铁路的运输高峰期集中在夜间。随着高铁的开通运行，铁路运输高峰期逐渐变为白日，中国大陆铁路也切换回了24小时制。
一些时钟采用了30小时制顯示。

## 變種
有些時候會不用上午6時來做起始點，而是用以上午4時做起始點的28小時制，或以上午5時做起始點的29小時制，及以中午12點來做起始點的36小時制，其構想與30小時制同樣。有时不必说出用何時來做起始點，而隨意用25點、26點來表示。

## 调查评论
根据NHK在2003年之调查，当看到指向「上午1時」的时計图片时，只有1%的人回答说如果写成30小时制的“25:00”会更容易理解；只有2%人回答30小时制的“23時到25時”比12小时制的“下午11時到上午1時”更容易理解；绝大多数人都会用12小时制回答。